# Heavy Stereo
Gli Heavy Stereo sono stati una band alternative rock britannica  fondata nel 1993. Il gruppo, influenzato dal glam rock degli anni settanta, si sciolse nel 1999 dopo aver pubblicato un album nel 1996.

## Storia
Fondati a Durham da Colin "Gem" Archer (voce, chitarra ritmica, compositore), si ispiravano ad artisti quali Gary Glitter, New York Dolls e Sweet. Nel 1996 pubblicarono il disco di debutto, Déjà Voodoo, per la Creation Records, l'etichetta che aveva scoperto e ingaggiato gli Oasis. Nel 1999 Archer entrò a far parte degli Oasis, che cercavano un chitarrista dopo l'abbandono di Paul Arthurs.
Attualmente Jones suona nei Jim Jones Revue.
Nel 1999 la band registrò una cover di The Gift, un pezzo dei Jam. La registrazione fu inserita nella compilation Fire and Skill, contenente pezzi di altri famosi artisti che omaggiavano la band di Paul Weller. Proprio dopo questa collaborazione quest'ultimo invitò la band a fare da gruppo spalla durante il suo tour di quell'anno.

## Formazione
- Gem Archer - voce, chitarra
- Pete Downing - chitarra solista
- Nez - basso
- Nick Jones - batteria, percussioni, voce

## Discografia

### Album in studio
- 1996 - Déjà Voodoo